# Robin Forsythe
Pour les articles homonymes, voir Forsythe.
Robin Forsythe, né Robert Forsythe en 1879 à Sialkot, à l’époque en Inde britannique, et mort en 1937, est un auteur britannique de roman policier.

## Biographie
Il est à l’emploi du service des comptes de la Somerset House de Londres quand il est arrêté pour vol et fraude en 1928. Reconnu coupable d'un trafic illicite de bons d'achat, il est condamné à quinze mois de détention. Dans sa cellule, pour tromper l’ennui, il se met à rédiger un roman policier. 
À sa sortie de prison, en 1929, il fait paraître, sous le pseudonyme de Robin Forsythe (en modifiant légèrement son prénom), son premier roman policier, La Disparition de Lord Bygrave. Disparu sans laisser de traces, Henry Darnell, dit Lord Bygrave, est un responsable d’une des hautes instances décisionnelles de la Couronne britannique. L’inspecteur Heather de Scotland Yard, chargé de faire toute la lumière sur ce qui pourrait être un kidnapping ou un meurtre, doit bientôt composer avec la présence sur l’enquête du jeune Anthony Vereker, un artiste excentrique et en apparence inoffensif, mais qui se révèle, malgré des techniques peu orthodoxes, un détective amateur au flair insurpassable.  
Robin Forsythe donnera cinq enquêtes supplémentaires à Anthony Vereker et publiera également Murder on Paradise Island, un roman policier sans son héros récurrent qui se déroule dans le décor exotique du Pacifique Sud.

## Œuvre

### Romans

#### SérieAnthony Vereker
- Missing or Murdered? (1929) Publié en français sous le titre La Disparition de Lord Bygrave, Paris, Librairie des Champs-Élysées, Le Masque no 154, 1934
- The Hounds of Justice (1930) Publié en français sous le titre La Passion de Sadie Maberley, Paris, Plon, coll. Aventures no 16, 1932
- The Polo Ground Mystery (1932) Publié en français sous le titre Coups de feu à l’aube, Paris, Nouvelle Revue Critique, L’empreinte no 103, 1936
- The Pleasure Cruise Mystery (1933)
- The Ginger Cat Mystery ou Murder at Marston Manor (1935)
- The Spirit Murder Mystery (1936)

#### Autre roman
- Murder on Paradise Island (1937)

## Sources
- Jacques Baudou et Jean-Jacques Schleret, Le Vrai Visage du Masque, vol. 1, Paris, Futuropolis, 1984, 476 p. (OCLC 311506692), p. 208.